# SAR 21

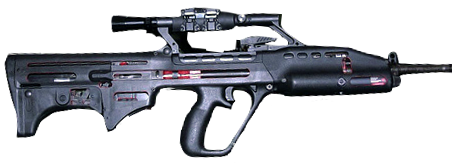
SAR 21 com mira telescópica

O SAR 21 ("Rifle de Assalto de Singapura - Século XXI") é um fuzil de assalto bullpup projetado e fabricado em Singapura. Primeiramente revelado e posteriormente adotado pelas Forças Armadas de Singapura (SAF) em 1999, foi projetado e desenvolvido ao longo de um período de quatro anos e tinha como objetivo substituir o M16S1 construído localmente por licenças pelo Ministério da Defesa de Singapura (MINDEF). , O Exército de Singapura e as Indústrias Chartered (CIS, agora ST Kinetics). Muitas de suas características de projeto são diretamente destinadas a contrariar as fraquezas do M16S1 como encontradas operacionalmente por alguns soldados de infantaria.
O rifle está sendo vendido para uso de exportação além do uso doméstico. Nos Estados Unidos, está sendo comercializado pela ST Kinetics através de sua subsidiária americana, a VT Systems.

## Historia e Desenvolvimento
Desde meados da década de 1980 que a SAF tem uma exigência excepcional de substituir seu M16S1, já que a maioria deles estava em uso desde 1973, em parte devido a limitações que Singapura não pode exportar o M16S1 ou fabricar novos rifles de assalto com base nisso. Em 1994, uma proposta da SAF foi submetida ao MINDEF por opções para adquirir armas mais novas (pensou-se em comprar o M16A2) ou desenvolver seu próprio rifle indígena. Em 19 de novembro de 2002, uma patente foi depositada no Escritório de Marcas e Patentes dos Estados Unidos por Tuck Wah Chee e Felix Tsai com a patente número 6.481.144 B1.
Funcionários do MINDEF, após consultas com a SAF, decidiram não comprar armas nas prateleiras, pois exigiriam que os soldados se ajustassem à nova arma, optando por desenvolver uma arma, projetada e fabricada especificamente para facilitar o uso pelos recrutas da SAF. , que são em sua maioria de físico mais leve. Juntamente com o aumento dos custos de manutenção dos M16S1 no arsenal da SAF, isso tornou ainda mais justificável o desenvolvimento de uma arma de baixa manutenção.

## Design

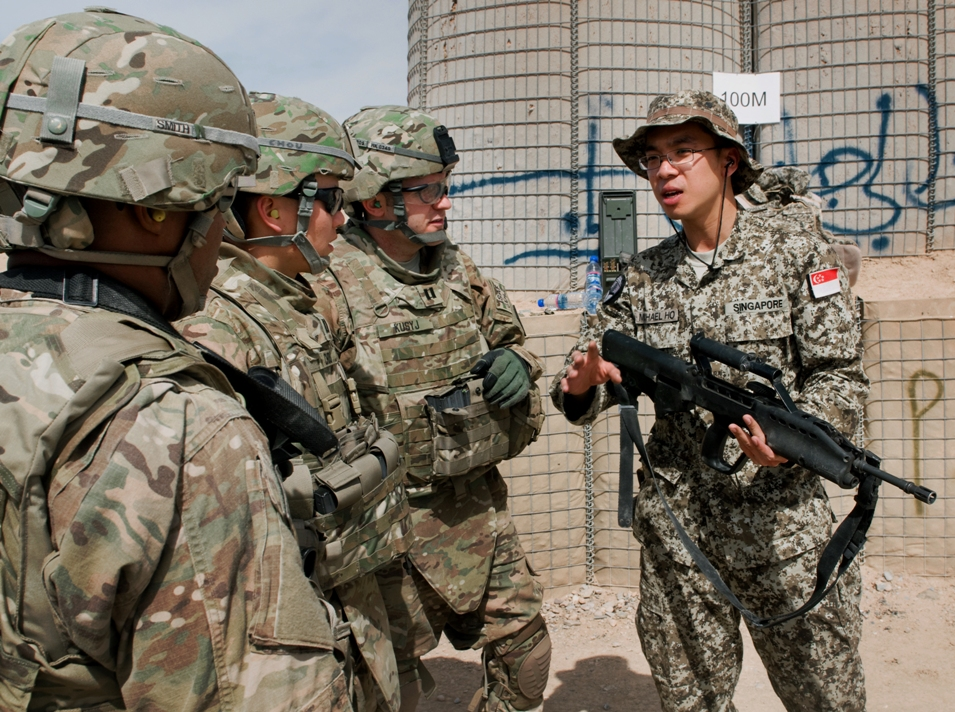
Um soldado de Singapura dá uma visão geral do rifle SAR-21 para um grupo de soldados do Exército dos Estados Unidos.

O SAR 21 é feito de um polímero robusto e de alto impacto, a maior parte da fabricação é feita utilizando máquinas CNC, com soldagem ultrassônica para a metade do receptor reforçado com aço e o cano da pistola sendo forjado a martelo frio. Ele usa um sistema operacional Stoner modificado, apresentando maior confiabilidade e menor recolhimento. O cartucho translúcida permite uma avaliação precisa da carga de munição atual.

## Usuários
- Botswana: Substituindo o FN FAL com o SAR 21 a partir de 2017.
- Brunei: Forças armadas reais de Brunei
- Indonésia: Força Aérea da Indonésia
- Marrocos
- Peru: Forças Especiais
- Singapura: Forças Armas da Singapura
- Tailândia: Forças Especiais
- Sri Lanka: Forças Especiais

## Referência
1. ↑  «Infantry: November 19, 1999». www.strategypage.com. Consultado em 17 de outubro de 2018
2. ↑  «Call to arms in Singapore yields explosive results». The Age (em inglês). 8 de agosto de 2003. Consultado em 17 de outubro de 2018
3. 1 2 3  «SAR-21: Singapore's Bullpup Assault Rifle»
4. 1 2  «Singapore is rearing SAR-21 bullpup rifle for home and export requirement - Jane's Land Forces News». 25 de fevereiro de 2008. Consultado em 17 de outubro de 2018
5. ↑  Firearm, 14 de agosto de 2000, consultado em 17 de outubro de 2018